# In articulo mortis
In articulo mortis es una locución latina que significa «a punto de morir» y es muy usada en derecho y teología para definir acciones o decisiones en el trance final del individuo hacia la muerte. Antiguamente era una condición sine qua non para recibir el sacramento de la Unción de los enfermos hasta que se universalizó tras el Concilio Vaticano II.
Ejemplo de su utilización:  "celebraron la boda in articulo mortis".[cita requerida]